# Temporada 2020 de Fórmula 1
La temporada 2020 de Fórmula 1 serà la 71a temporada del Campionat Mundial de Fórmula 1 de la història. Està organitzada sota l'auspici de la Federació Internacional d'Automobilisme (FIA). La temporada inicialment començava en març però es va posposar l'inici al juliol, i finalitzà al desembre després de 17 curses.
Lewis Hamilton va guanyar el Campionat de Pilots i es va convertir en el pilot amb més victòries de la història, i Mercedes AMG el Campionat de Constructors, el seu vuitè campionat consecutiu.

## Escuderies i pilots
La següent taula mostra els pilots confirmats oficialment per les seves escuderies per al Mundial 2020 de Fórmula 1.
| Alfa Romeo Racing Orlen          | Alfa Romeo Sauber-Ferrari          | Sauber C39            | Ferrari 065                 | 7 99  | Kimi Räikkönen Valtteri Bottas   |
| Scuderia Ferrari Mission Winnow  | Ferrari                            | Ferrari SF1000        | Ferrari 065                 | 5 16  | Sebastian Vettel Charles Leclerc |
| Haas F1 Team                     | Haas-Ferrari                       | Haas VF-20            | Ferrari 065                 | 8 20  | Romain Grosjean Kevin Magnussen  |
| McLaren F1 Team                  | McLaren-Renault                    | McLaren MCL35         | Renault E-Tech 20           | 4 55  | Lando Norris Carlos Sainz Jr.    |
| Mercedes AMG Petronas Motorsport | Mercedes                           | F1 W11 EQ Performance | Mercedes M11 EQ Performance | 44 77 | Lewis Hamilton Valtteri Bottas   |
| SportPesa Racing Point F1 Team   | Racing Point-BWT Mercedes          | Racing Point RP20     | BWT Mercedes                | 11 18 | Sergio Pérez Lance Stroll        |
| Aston Martin Red Bull Racing     | Aston Martin Red Bull Racing-Honda | Red Bull RB16         | Honda RA620H                | 33 23 | Max Verstappen Alexander Albon   |
| Renault F1 Team                  | Renault                            | Renault R.S.20        | Renault E-Tech 20           | 3 27  | Daniel Ricciardo Esteban Ocon    |
| Scuderia AlphaTauri Honda        | AlphaTauri-Honda                   | AlphaTauri AT01       | Honda RA620H                | 10 26 | Pierre Gasly Daniil Kvyat        |
| ROKiT Williams Racing            | Williams-Mercedes                  | Williams FW43         | Mercedes M11 EQ Performance | 6 63  | Nicholas Latifi George Russell   |
| Font:                            |                                    |                       |                             |       |                                  |

## Calendari

Els països que acullen un Gran Premi estan acolorits de verd, amb la localització del circuit assenyalada amb un punt negre; els països que han acollit un Gran Premi alguna vegada estan acolorits de gris fosc.

Hi ha un total de 22 curses en aquesta temporada. Cada cursa té un mínim de 305 km, excepte el Gran Premi de Mònaco, que té una distància de 260 km. Els Grans Premis de la Xina, de Bahrain, i del Vietnam es va ajornar a causa de la pandèmia de coronavirus. El Gran Premi d'Australia va ser cancel·lat. Els Grans Premis dels Països Baixos, Espanya i l'Azerbaidjan van ser ajornats també pel coronavirus. El Gran Premi de Mònaco va ser cancel·lat per aquesta raó.
| Ronda | Gran Premi                    | Circuit                                         | Data           |
| ----- | ----------------------------- | ----------------------------------------------- | -------------- |
| 1     | Gran Premi d'Àustria          | Red Bull Ring, Spielberg                        | 5 de juliol    |
| 2     | Gran Premi d'Estíria          | Red Bull Ring, Spielberg                        | 12 de juliol   |
| 3     | Gran Premi d'Hongria          | Hungaroring, Budapest                           | 19 de juliol   |
| 4     | Gran Premi de Gran Bretanya   | Circuit de Silverstone, Silverstone             | 19 de juliol   |
| 5     | Gran Premi del 70è Aniversari | Circuit de Silverstone, Silverstone             | 9 d'agost      |
| 6     | Gran Premi d'Espanya          | Circuit de Barcelona-Catalunya, Montmeló        | 16 d'agost     |
| 7     | Gran Premi de Bèlgica         | Circuit de Spa-Francorchamps, Spa-Francorchamps | 30 d'agost     |
| 8     | Gran Premi d'Itàlia           | Autodromo Nazionale di Monza, Monza             | 6 de setembre  |
| 9     | Gran Premi de la Toscana      | Autodromo Nazionale di Mugello, Mugello         | 13 de setembre |
| 10    | Gran Premi de Rússia          | Autòdrom de Sotxi, Sotxi                        | 27 de setembre |
| 11    | Gran Premi d'Eifel            | Circuit de Nürburgring, Nürburg                 | 11 d'octubre   |
| 12    | Gran Premi de Portugal        | Circuit d'Algarve, Portimão                     | 25 d'octubre   |
| 13    | Gran Premi d'Emília-Romanya   | Circuit d'Enzo i Dino Ferrari, Imola            | 1 de novembre  |
| 14    | Gran Premi de Turquia         | Istanbul Park, Tuzla                            | 15 de novembre |
| 15    | Gran Premi de Bahrain         | Circuit Internacional de Bahrain, Sakhir        | 29 de novembre |
| 16    | Gran Premi de Sakhir          | Circuit Internacional de Bahrain, Sakhir        | 6 de desembre  |
| 17    | Gran Premi d'Abu Dhabi        | Circuit Yas Marina, Illa Yas, Abu Dhabi         | 13 de desembre |
| —     | Gran Premi del Vietnam        | Circuit de Carrer de Hanoi, Hanoi               | Ajornat        |
| —     | Gran Premi de la Xina         | Circuit Internacional de Xanghái, Xanghái       | Cancel·lat     |
| —     | Gran Premi dels Països Baixos | Circuit de Zandvoort, Zandvoort                 | Cancel·lat     |
| —     | Gran Premi de l'Azerbaidjan   | Circuit de Bakú, Bakú                           | Cancel·lat     |
| —     | Gran Premi d'Austràlia        | Circuit d'Albert Park, Melbourne                | Cancel·lat     |
| —     | Gran Premi de Mònaco          | Circuit de Mònaco, Montecarlo                   | Cancel·lat     |
| —     | Gran Premi del Canadà         | Circuit Gilles Villeneuve, Mont-real            | Cancel·lat     |
| —     | Gran Premi de França          | Circuit Paul Ricard, Le Castellet               | Cancel·lat     |
| —     | Gran Premi de Singapur        | Circuit urbà de Marina Bay, Singapur            | Cancel·lat     |
| —     | Gran Premi del Japó           | Circuit de Suzuka, Prefectura de Mie            | Cancel·lat     |
| —     | Gran Premi dels Estats Units  | Circuit de les Amériques, Austin                | Cancel·lat     |
| —     | Gran Premi de Mèxic           | Autódrom Germans Rodríguez, Ciutat de Mèxic     | Cancel·lat     |
| —     | Gran Premi del Brasil         | Autódrom José Carlos Pace, São Paulo            | Cancel·lat     |

## Resultats per Gran Premi
| Ronda | Data                         | Gran Premi | Mapa del Circuit    | Resultats                  | Resultats       | Resultats               | Resultats       |
| ----- | ---------------------------- | --- | ------------------- | -------------------------- | --------------- | ----------------------- | --------------- |
| 1     | 3, 4 i 5 de juliol           | Gran Premi d'Àustria Red Bull Ring Longitud: 4,318 km Voltes: 71 Distància de carrera: 306,452 km Guanyador 2019: Max Verstappen - Red Bull                    |                     | Lliures 1                  | Lewis Hamilton  | Guanyador               | Valtteri Bottas |
| 1     | 3, 4 i 5 de juliol           | Gran Premi d'Àustria Red Bull Ring Longitud: 4,318 km Voltes: 71 Distància de carrera: 306,452 km Guanyador 2019: Max Verstappen - Red Bull                    | Lliures 2           | Lewis Hamilton             | Segon lloc      | Charles Leclerc         |                 |
| 1     | 3, 4 i 5 de juliol           | Gran Premi d'Àustria Red Bull Ring Longitud: 4,318 km Voltes: 71 Distància de carrera: 306,452 km Guanyador 2019: Max Verstappen - Red Bull                    | Lliures 3           | Lewis Hamilton             | Tercer lloc     | Lando Norris            |                 |
| 1     | 3, 4 i 5 de juliol           | Gran Premi d'Àustria Red Bull Ring Longitud: 4,318 km Voltes: 71 Distància de carrera: 306,452 km Guanyador 2019: Max Verstappen - Red Bull                    | Pole position       | Valtteri Bottas (1:02.939) | Volta ràpida    | Lando Norris (1:07.475) |                 |
| 1     | 3, 4 i 5 de juliol           | Gran Premi d'Àustria Red Bull Ring Longitud: 4,318 km Voltes: 71 Distància de carrera: 306,452 km Guanyador 2019: Max Verstappen - Red Bull                    | Resultats complets  |                            |                 |                         |                 |
| 2     | 11 i 12 de juliol            | Gran Premi d'Estíria Red Bull Ring Longitud: 4,318 km Voltes: 71 Distància de carrera: 306,452 km Guanyador 2019: Primera edició                               |                     | Lliures 1                  | Sergio Pérez    | Guanyador               | Lewis Hamilton  |
| 2     | 11 i 12 de juliol            | Gran Premi d'Estíria Red Bull Ring Longitud: 4,318 km Voltes: 71 Distància de carrera: 306,452 km Guanyador 2019: Primera edició                               | Lliures 2           | Max Verstappen             | Segon lloc      | Valtteri Bottas         |                 |
| 2     | 11 i 12 de juliol            | Gran Premi d'Estíria Red Bull Ring Longitud: 4,318 km Voltes: 71 Distància de carrera: 306,452 km Guanyador 2019: Primera edició                               | Lliures 3           | Cancel·lat                 | Tercer lloc     | Max Verstappen          |                 |
| 2     | 11 i 12 de juliol            | Gran Premi d'Estíria Red Bull Ring Longitud: 4,318 km Voltes: 71 Distància de carrera: 306,452 km Guanyador 2019: Primera edició                               | Pole position       | Lewis Hamilton             | Volta ràpida    | Carlos Sainz Jr.        |                 |
| 2     | 11 i 12 de juliol            | Gran Premi d'Estíria Red Bull Ring Longitud: 4,318 km Voltes: 71 Distància de carrera: 306,452 km Guanyador 2019: Primera edició                               | Resultats complets  |                            |                 |                         |                 |
| 3     | 17, 18 i 19 de juliol        | Gran Premi d'Hongria Hungaroring Longitud: 4,381 km Voltes: 70 Distància de carrera: 306,630 km Guanyador 2019: Lewis Hamilton - Mercedes                      |                     | Lliures 1                  | Lewis Hamilton  | Guanyador               | Lewis Hamilton  |
| 3     | 17, 18 i 19 de juliol        | Gran Premi d'Hongria Hungaroring Longitud: 4,381 km Voltes: 70 Distància de carrera: 306,630 km Guanyador 2019: Lewis Hamilton - Mercedes                      | Lliures 2           | Sebastian Vettel           | Segon lloc      | Max Verstappen          |                 |
| 3     | 17, 18 i 19 de juliol        | Gran Premi d'Hongria Hungaroring Longitud: 4,381 km Voltes: 70 Distància de carrera: 306,630 km Guanyador 2019: Lewis Hamilton - Mercedes                      | Lliures 3           | Valtteri Bottas            | Tercer lloc     | Valtteri Bottas         |                 |
| 3     | 17, 18 i 19 de juliol        | Gran Premi d'Hongria Hungaroring Longitud: 4,381 km Voltes: 70 Distància de carrera: 306,630 km Guanyador 2019: Lewis Hamilton - Mercedes                      | Pole position       | Lewis Hamilton             | Volta ràpida    | Lewis Hamilton          |                 |
| 3     | 17, 18 i 19 de juliol        | Gran Premi d'Hongria Hungaroring Longitud: 4,381 km Voltes: 70 Distància de carrera: 306,630 km Guanyador 2019: Lewis Hamilton - Mercedes                      | Resultats complets  |                            |                 |                         |                 |
| 4     | 31 de juliol, 1 i 2 d'agost  | Gran Premi de la Gran Bretanya Circuit de Silverstone Longitud: 5,891 km Voltes: 52 Distància de carrera: 306,198 km Guanyador 2019: Lewis Hamilton - Mercedes |                     | Lliures 1                  | Max Verstappen  | Guanyador               | Lewis Hamilton  |
| 4     | 31 de juliol, 1 i 2 d'agost  | Gran Premi de la Gran Bretanya Circuit de Silverstone Longitud: 5,891 km Voltes: 52 Distància de carrera: 306,198 km Guanyador 2019: Lewis Hamilton - Mercedes | Lliures 2           | Lance Stroll               | Segon lloc      | Max Verstappen          |                 |
| 4     | 31 de juliol, 1 i 2 d'agost  | Gran Premi de la Gran Bretanya Circuit de Silverstone Longitud: 5,891 km Voltes: 52 Distància de carrera: 306,198 km Guanyador 2019: Lewis Hamilton - Mercedes | Lliures 3           | Valtteri Bottas            | Tercer lloc     | Charles Leclerc         |                 |
| 4     | 31 de juliol, 1 i 2 d'agost  | Gran Premi de la Gran Bretanya Circuit de Silverstone Longitud: 5,891 km Voltes: 52 Distància de carrera: 306,198 km Guanyador 2019: Lewis Hamilton - Mercedes | Pole position       | Lewis Hamilton             | Volta ràpida    | Max Verstappen          |                 |
| 4     | 31 de juliol, 1 i 2 d'agost  | Gran Premi de la Gran Bretanya Circuit de Silverstone Longitud: 5,891 km Voltes: 52 Distància de carrera: 306,198 km Guanyador 2019: Lewis Hamilton - Mercedes | Resultats complets  |                            |                 |                         |                 |
| 5     | 7, 8 i 9 d'agost             | Gran Premi del 70è Aniversari Circuit de Silverstone Longitud: 5,891 km Voltes: 52 Distància de carrera: 306,198 km Guanyador 2019: Primera edició             |                     | Lliures 1                  | Valtteri Bottas | Guanyador               | Max Verstappen  |
| 5     | 7, 8 i 9 d'agost             | Gran Premi del 70è Aniversari Circuit de Silverstone Longitud: 5,891 km Voltes: 52 Distància de carrera: 306,198 km Guanyador 2019: Primera edició             | Lliures 2           | Lewis Hamilton             | Segon lloc      | Lewis Hamilton          |                 |
| 5     | 7, 8 i 9 d'agost             | Gran Premi del 70è Aniversari Circuit de Silverstone Longitud: 5,891 km Voltes: 52 Distància de carrera: 306,198 km Guanyador 2019: Primera edició             | Lliures 3           | Lewis Hamilton             | Tercer lloc     | Valtteri Bottas         |                 |
| 5     | 7, 8 i 9 d'agost             | Gran Premi del 70è Aniversari Circuit de Silverstone Longitud: 5,891 km Voltes: 52 Distància de carrera: 306,198 km Guanyador 2019: Primera edició             | Pole position       | Valtteri Bottas            | Volta ràpida    | Lewis Hamilton          |                 |
| 5     | 7, 8 i 9 d'agost             | Gran Premi del 70è Aniversari Circuit de Silverstone Longitud: 5,891 km Voltes: 52 Distància de carrera: 306,198 km Guanyador 2019: Primera edició             | Resultats complets  |                            |                 |                         |                 |
| 6     | 14, 15 i 16 d'agost          | Gran Premi d'Espanya Circuit de Barcelona-Catalunya Longitud: 4,655 km Voltes: 66 Distància de carrera: 307,104 km Guanyador 2019: Lewis Hamilton - Mercedes   |                     | Lliures 1                  | Valtteri Bottas | Guanyador               | Lewis Hamilton  |
| 6     | 14, 15 i 16 d'agost          | Gran Premi d'Espanya Circuit de Barcelona-Catalunya Longitud: 4,655 km Voltes: 66 Distància de carrera: 307,104 km Guanyador 2019: Lewis Hamilton - Mercedes   | Lliures 2           | Lewis Hamilton             | Segon lloc      | Max Verstappen          |                 |
| 6     | 14, 15 i 16 d'agost          | Gran Premi d'Espanya Circuit de Barcelona-Catalunya Longitud: 4,655 km Voltes: 66 Distància de carrera: 307,104 km Guanyador 2019: Lewis Hamilton - Mercedes   | Lliures 3           | Lewis Hamilton             | Tercer lloc     | Valtteri Bottas         |                 |
| 6     | 14, 15 i 16 d'agost          | Gran Premi d'Espanya Circuit de Barcelona-Catalunya Longitud: 4,655 km Voltes: 66 Distància de carrera: 307,104 km Guanyador 2019: Lewis Hamilton - Mercedes   | Pole position       | Lewis Hamilton             | Volta ràpida    | Valtteri Bottas         |                 |
| 6     | 14, 15 i 16 d'agost          | Gran Premi d'Espanya Circuit de Barcelona-Catalunya Longitud: 4,655 km Voltes: 66 Distància de carrera: 307,104 km Guanyador 2019: Lewis Hamilton - Mercedes   | Resultats complets  |                            |                 |                         |                 |
| 7     | 28, 29 i 30 d'agost          | Gran Premi de Bèlgica Circuit de Spa-Francorchamps Longitud: 7,004 km Voltes: 44 Distància de carrera: 308,052 km Guanyador 2019: Charles Leclerc - Ferrari    |                     | Lliures 1                  | Valtteri Bottas | Guanyador               | Lewis Hamilton  |
| 7     | 28, 29 i 30 d'agost          | Gran Premi de Bèlgica Circuit de Spa-Francorchamps Longitud: 7,004 km Voltes: 44 Distància de carrera: 308,052 km Guanyador 2019: Charles Leclerc - Ferrari    | Lliures 2           | Max Verstappen             | Segon lloc      | Valtteri Bottas         |                 |
| 7     | 28, 29 i 30 d'agost          | Gran Premi de Bèlgica Circuit de Spa-Francorchamps Longitud: 7,004 km Voltes: 44 Distància de carrera: 308,052 km Guanyador 2019: Charles Leclerc - Ferrari    | Lliures 3           | Lewis Hamilton             | Tercer lloc     | Max Verstappen          |                 |
| 7     | 28, 29 i 30 d'agost          | Gran Premi de Bèlgica Circuit de Spa-Francorchamps Longitud: 7,004 km Voltes: 44 Distància de carrera: 308,052 km Guanyador 2019: Charles Leclerc - Ferrari    | Pole position       | Lewis Hamilton             | Volta ràpida    | Daniel Ricciardo        |                 |
| 7     | 28, 29 i 30 d'agost          | Gran Premi de Bèlgica Circuit de Spa-Francorchamps Longitud: 7,004 km Voltes: 44 Distància de carrera: 308,052 km Guanyador 2019: Charles Leclerc - Ferrari    | Resultats complets  |                            |                 |                         |                 |
| 8     | 4, 5 i 6 de setembre         | Gran Premi d'Itàlia Autodromo Nazionale di Monza Longitud: 5,793 km Voltes: 53 Distància de carrera: 306,720 km Guanyador 2019: Charles Leclerc - Ferrari      |                     | Lliures 1                  | Valtteri Bottas | Guanyador               | Pierre Gasly    |
| 8     | 4, 5 i 6 de setembre         | Gran Premi d'Itàlia Autodromo Nazionale di Monza Longitud: 5,793 km Voltes: 53 Distància de carrera: 306,720 km Guanyador 2019: Charles Leclerc - Ferrari      | Lliures 2           | Lewis Hamilton             | Segon lloc      | Carlos Sainz            |                 |
| 8     | 4, 5 i 6 de setembre         | Gran Premi d'Itàlia Autodromo Nazionale di Monza Longitud: 5,793 km Voltes: 53 Distància de carrera: 306,720 km Guanyador 2019: Charles Leclerc - Ferrari      | Lliures 3           | Valtteri Bottas            | Tercer lloc     | Lance Stroll            |                 |
| 8     | 4, 5 i 6 de setembre         | Gran Premi d'Itàlia Autodromo Nazionale di Monza Longitud: 5,793 km Voltes: 53 Distància de carrera: 306,720 km Guanyador 2019: Charles Leclerc - Ferrari      | Pole position       | Lewis Hamilton             | Volta ràpida    | Lewis Hamilton          |                 |
| 8     | 4, 5 i 6 de setembre         | Gran Premi d'Itàlia Autodromo Nazionale di Monza Longitud: 5,793 km Voltes: 53 Distància de carrera: 306,720 km Guanyador 2019: Charles Leclerc - Ferrari      | Resultats complets  |                            |                 |                         |                 |
| 9     | 4, 5 i 6 de setembre         | Gran Premi de la Toscana Autodromo Nazionale di Mugello Longitud: 5,254 km Voltes: 58 Distància de carrera: 304,732 km Guanyador 2019: Primera edició          |                     | Lliures 1                  | Valtteri Bottas | Guanyador               | Lewis Hamilton  |
| 9     | 4, 5 i 6 de setembre         | Gran Premi de la Toscana Autodromo Nazionale di Mugello Longitud: 5,254 km Voltes: 58 Distància de carrera: 304,732 km Guanyador 2019: Primera edició          | Lliures 2           | Valtteri Bottas            | Segon lloc      | Valtteri Bottas         |                 |
| 9     | 4, 5 i 6 de setembre         | Gran Premi de la Toscana Autodromo Nazionale di Mugello Longitud: 5,254 km Voltes: 58 Distància de carrera: 304,732 km Guanyador 2019: Primera edició          | Lliures 3           | Valtteri Bottas            | Tercer lloc     | Alexander Albon         |                 |
| 9     | 4, 5 i 6 de setembre         | Gran Premi de la Toscana Autodromo Nazionale di Mugello Longitud: 5,254 km Voltes: 58 Distància de carrera: 304,732 km Guanyador 2019: Primera edició          | Pole position       | Lewis Hamilton             | Volta ràpida    | Lewis Hamilton          |                 |
| 9     | 4, 5 i 6 de setembre         | Gran Premi de la Toscana Autodromo Nazionale di Mugello Longitud: 5,254 km Voltes: 58 Distància de carrera: 304,732 km Guanyador 2019: Primera edició          | Resultats complets  |                            |                 |                         |                 |
| 10    | 25, 26 i 27 de setembre      | Gran Premi de Rússia Circuit urbà de Sotxi Longitud: 5,848 km Voltes: 53 Distància de carrera: 309,745 km Guanyador 2019: Lewis Hamilton - Mercedes            |                     | Lliures 1                  | Valtteri Bottas | Guanyador               | Valtteri Bottas |
| 10    | 25, 26 i 27 de setembre      | Gran Premi de Rússia Circuit urbà de Sotxi Longitud: 5,848 km Voltes: 53 Distància de carrera: 309,745 km Guanyador 2019: Lewis Hamilton - Mercedes            | Lliures 2           | Valtteri Bottas            | Segon lloc      | Max Verstappen          |                 |
| 10    | 25, 26 i 27 de setembre      | Gran Premi de Rússia Circuit urbà de Sotxi Longitud: 5,848 km Voltes: 53 Distància de carrera: 309,745 km Guanyador 2019: Lewis Hamilton - Mercedes            | Libres 3            | Lewis Hamilton             | Tercer lloc     | Lewis Hamilton          |                 |
| 10    | 25, 26 i 27 de setembre      | Gran Premi de Rússia Circuit urbà de Sotxi Longitud: 5,848 km Voltes: 53 Distància de carrera: 309,745 km Guanyador 2019: Lewis Hamilton - Mercedes            | Pole position       | Lewis Hamilton             | Volta ràpida    | Valtteri Bottas         |                 |
| 10    | 25, 26 i 27 de setembre      | Gran Premi de Rússia Circuit urbà de Sotxi Longitud: 5,848 km Voltes: 53 Distància de carrera: 309,745 km Guanyador 2019: Lewis Hamilton - Mercedes            | Resultats complerts |                            |                 |                         |                 |
| 11    | 9, 10, i 11 d'octubre        | Gran Premi d'Eifel Circuit de Nürburgring Longitud: 5,148 km Voltes: 60 Distància de carrera: 308,880 km Guanyador 2019: Primera edició                        |                     | Lliures 1                  |                 | Guanyador               | Lewis Hamilton  |
| 11    | 9, 10, i 11 d'octubre        | Gran Premi d'Eifel Circuit de Nürburgring Longitud: 5,148 km Voltes: 60 Distància de carrera: 308,880 km Guanyador 2019: Primera edició                        | Lliures 2           |                            | Segon lloc      | Max Verstappen          |                 |
| 11    | 9, 10, i 11 d'octubre        | Gran Premi d'Eifel Circuit de Nürburgring Longitud: 5,148 km Voltes: 60 Distància de carrera: 308,880 km Guanyador 2019: Primera edició                        | Lliures 3           | Valtteri Bottas            | Tercer lloc     | Daniel Ricciardo        |                 |
| 11    | 9, 10, i 11 d'octubre        | Gran Premi d'Eifel Circuit de Nürburgring Longitud: 5,148 km Voltes: 60 Distància de carrera: 308,880 km Guanyador 2019: Primera edició                        | Pole position       | Valtteri Bottas            | Volta ràpida    | Max Verstappen          |                 |
| 11    | 9, 10, i 11 d'octubre        | Gran Premi d'Eifel Circuit de Nürburgring Longitud: 5,148 km Voltes: 60 Distància de carrera: 308,880 km Guanyador 2019: Primera edició                        | Resultats complets  |                            |                 |                         |                 |
| 12    | 23, 24, i 25 d'octubre       | Gran Premi de Portugal Circuit de Algarve Longitud: 4,692 km Voltes: 62 Distància de carrera: 290,904 km Guanyador 2019: No disputat                           |                     | Lliures 1                  | Valtteri Bottas | Guanyador               | Lewis Hamilton  |
| 12    | 23, 24, i 25 d'octubre       | Gran Premi de Portugal Circuit de Algarve Longitud: 4,692 km Voltes: 62 Distància de carrera: 290,904 km Guanyador 2019: No disputat                           | Lliures 2           | Valtteri Bottas            | Segon lloc      | Valtteri Bottas         |                 |
| 12    | 23, 24, i 25 d'octubre       | Gran Premi de Portugal Circuit de Algarve Longitud: 4,692 km Voltes: 62 Distància de carrera: 290,904 km Guanyador 2019: No disputat                           | Lliures 3           | Valtteri Bottas            | Tercer lloc     | Max Verstappen          |                 |
| 12    | 23, 24, i 25 d'octubre       | Gran Premi de Portugal Circuit de Algarve Longitud: 4,692 km Voltes: 62 Distància de carrera: 290,904 km Guanyador 2019: No disputat                           | Pole position       | Lewis Hamilton             | Volta ràpida    | Lewis Hamilton          |                 |
| 12    | 23, 24, i 25 d'octubre       | Gran Premi de Portugal Circuit de Algarve Longitud: 4,692 km Voltes: 62 Distància de carrera: 290,904 km Guanyador 2019: No disputat                           | Resultats complets  |                            |                 |                         |                 |
| 13    | 31 d'octubre i 1 de novembre | Gran Premi d'Emília-Romanya Circuit d'Enzo i Dino Ferrari Longitud: 4,959km Voltes: 62 Distància de carrera: 307,458 km Guanyador 2019: Primera edició         |                     | Lliures 1                  | Lewis Hamilton  | Guanyador               | Lewis Hamilton  |
| 13    | 31 d'octubre i 1 de novembre | Gran Premi d'Emília-Romanya Circuit d'Enzo i Dino Ferrari Longitud: 4,959km Voltes: 62 Distància de carrera: 307,458 km Guanyador 2019: Primera edició         | Lliures 2           |                            | Segon lloc      | Valtteri Bottas         |                 |
| 13    | 31 d'octubre i 1 de novembre | Gran Premi d'Emília-Romanya Circuit d'Enzo i Dino Ferrari Longitud: 4,959km Voltes: 62 Distància de carrera: 307,458 km Guanyador 2019: Primera edició         | Lliures 3           |                            | Tercer lloc     | Daniel Ricciardo        |                 |
| 13    | 31 d'octubre i 1 de novembre | Gran Premi d'Emília-Romanya Circuit d'Enzo i Dino Ferrari Longitud: 4,959km Voltes: 62 Distància de carrera: 307,458 km Guanyador 2019: Primera edició         | Pole position       | Valtteri Bottas            | Volta ràpida    | Lewis Hamilton          |                 |
| 13    | 31 d'octubre i 1 de novembre | Gran Premi d'Emília-Romanya Circuit d'Enzo i Dino Ferrari Longitud: 4,959km Voltes: 62 Distància de carrera: 307,458 km Guanyador 2019: Primera edició         | Resultats complets  |                            |                 |                         |                 |
| 14    | 13, 14 i 15 de novembre      | Gran Premi de Turquia Istanbul Park Longitud: 5,340km Voltes: 58 Distància de carrera: 309,720 km Guanyador 2019: No disputat                                  |                     | Lliures 1                  | Max Verstappen  | Guanyador               | Lewis Hamilton  |
| 14    | 13, 14 i 15 de novembre      | Gran Premi de Turquia Istanbul Park Longitud: 5,340km Voltes: 58 Distància de carrera: 309,720 km Guanyador 2019: No disputat                                  | Lliures 2           | Max Verstappen             | Segon lloc      | Sergio Pérez            |                 |
| 14    | 13, 14 i 15 de novembre      | Gran Premi de Turquia Istanbul Park Longitud: 5,340km Voltes: 58 Distància de carrera: 309,720 km Guanyador 2019: No disputat                                  | Lliures 3           | Max Verstappen             | Tercer lloc     | Sebastian Vettel        |                 |
| 14    | 13, 14 i 15 de novembre      | Gran Premi de Turquia Istanbul Park Longitud: 5,340km Voltes: 58 Distància de carrera: 309,720 km Guanyador 2019: No disputat                                  | Pole position       | Lance Stroll               | Volta ràpida    | Lando Norris            |                 |
| 14    | 13, 14 i 15 de novembre      | Gran Premi de Turquia Istanbul Park Longitud: 5,340km Voltes: 58 Distància de carrera: 309,720 km Guanyador 2019: No disputat                                  | Resultats complets  |                            |                 |                         |                 |
| 15    | 27, 28 i 29 de novembre      | Gran Premi de Bahrain Circuit de Bahrain Longitud: 4,959km Voltes: 62 Distància de carrera: 307,458 km Guanyador 2019: Lewis Hamilton - Mercedes               |                     | Lliures 1                  | Lewis Hamilton  | Guanyador               | Lewis Hamilton  |
| 15    | 27, 28 i 29 de novembre      | Gran Premi de Bahrain Circuit de Bahrain Longitud: 4,959km Voltes: 62 Distància de carrera: 307,458 km Guanyador 2019: Lewis Hamilton - Mercedes               | Lliures 2           | Lewis Hamilton             | Segon lloc      | Max Verstappen          |                 |
| 15    | 27, 28 i 29 de novembre      | Gran Premi de Bahrain Circuit de Bahrain Longitud: 4,959km Voltes: 62 Distància de carrera: 307,458 km Guanyador 2019: Lewis Hamilton - Mercedes               | Lliures 3           | Max Verstappen             | Tercer lloc     | Alexander Albon         |                 |
| 15    | 27, 28 i 29 de novembre      | Gran Premi de Bahrain Circuit de Bahrain Longitud: 4,959km Voltes: 62 Distància de carrera: 307,458 km Guanyador 2019: Lewis Hamilton - Mercedes               | Pole position       | Lewis Hamilton             | Volta ràpida    | Max Verstappen          |                 |
| 15    | 27, 28 i 29 de novembre      | Gran Premi de Bahrain Circuit de Bahrain Longitud: 4,959km Voltes: 62 Distància de carrera: 307,458 km Guanyador 2019: Lewis Hamilton - Mercedes               | Resultats complets  |                            |                 |                         |                 |
| 16    | 4, 5 i 6 de desembre         | Gran Premi de Sakhir Circuit de Bahrain Longitud: 3,543 km Voltes: 87 Distància de carrera: 308,241 km Guanyador 2019: No disputat                             |                     | Lliures 1                  | George Russell  | Guanyador               | Sergio Pérez    |
| 16    | 4, 5 i 6 de desembre         | Gran Premi de Sakhir Circuit de Bahrain Longitud: 3,543 km Voltes: 87 Distància de carrera: 308,241 km Guanyador 2019: No disputat                             | Lliures 2           | George Russell             | Segon lloc      | Esteban Ocon            |                 |
| 16    | 4, 5 i 6 de desembre         | Gran Premi de Sakhir Circuit de Bahrain Longitud: 3,543 km Voltes: 87 Distància de carrera: 308,241 km Guanyador 2019: No disputat                             | Lliures 3           | Max Verstappen             | Tercer lloc     | Lance Stroll            |                 |
| 16    | 4, 5 i 6 de desembre         | Gran Premi de Sakhir Circuit de Bahrain Longitud: 3,543 km Voltes: 87 Distància de carrera: 308,241 km Guanyador 2019: No disputat                             | Pole position       | Valtteri Bottas            | Volta ràpida    | George Russell          |                 |
| 16    | 4, 5 i 6 de desembre         | Gran Premi de Sakhir Circuit de Bahrain Longitud: 3,543 km Voltes: 87 Distància de carrera: 308,241 km Guanyador 2019: No disputat                             | Resultats complets  |                            |                 |                         |                 |
| 17    | 11, 12 i 13 de desembre      | Gran Premi d'Abu Dhabi Circuit Yas Marina Longitud: 5,554 km Voltes: 55 Distància de carrera: 305,355 km Guanyador 2019: Lewis Hamilton - Mercedes             |                     | Lliures 1                  | Max Verstappen  | Guanyador               | Max Verstappen  |
| 17    | 11, 12 i 13 de desembre      | Gran Premi d'Abu Dhabi Circuit Yas Marina Longitud: 5,554 km Voltes: 55 Distància de carrera: 305,355 km Guanyador 2019: Lewis Hamilton - Mercedes             | Lliures 2           | Valtteri Bottas            | Segon lloc      | Valtteri Bottas         |                 |
| 17    | 11, 12 i 13 de desembre      | Gran Premi d'Abu Dhabi Circuit Yas Marina Longitud: 5,554 km Voltes: 55 Distància de carrera: 305,355 km Guanyador 2019: Lewis Hamilton - Mercedes             | Lliures 3           | Max Verstappen             | Tercer lloc     | Lewis Hamilton          |                 |
| 17    | 11, 12 i 13 de desembre      | Gran Premi d'Abu Dhabi Circuit Yas Marina Longitud: 5,554 km Voltes: 55 Distància de carrera: 305,355 km Guanyador 2019: Lewis Hamilton - Mercedes             | Pole position       | Max Verstappen             | Volta ràpida    | Daniel Ricciardo        |                 |
| 17    | 11, 12 i 13 de desembre      | Gran Premi d'Abu Dhabi Circuit Yas Marina Longitud: 5,554 km Voltes: 55 Distància de carrera: 305,355 km Guanyador 2019: Lewis Hamilton - Mercedes             | Resultats complets  |                            |                 |                         |                 |

Font:  Fórmula 1.

## Puntuacions
| Posició | 1r | 2n | 3r | 4t | 5è | 6è | 7è | 8è | 9è | 10è |
| Punts   | 25 | 18 | 15 | 12 | 10 | 8  | 6  | 4  | 2  | 1   |

### Campionat de Pilots
| 1     | Lewis Hamilton     | 4   | 1   | 1   | 1   | 2   | 1   | 1   | 7   | 1   | 3   | 1   | 1   | 1   | 1   | 1   |     | 3   | 347   |
| 2     | Valtteri Bottas    | 1   | 2   | 3   | 11  | 3   | 3   | 2   | 5   | 2   | 1   | Ret | 2   | 2   | 14  | 8   | 8   | 2   | 223   |
| 3     | Max Verstappen     | Ret | 3   | 2   | 2   | 1   | 2   | 3   | Ret | Ret | 2   | 2   | 3   | Ret | 6   | 2   | Ret | 1   | 214   |
| 4     | Sergio Pérez       | 6   | 6   | 7   | NVP | NVP | 5   | 10  | 10  | 5   | 4   | 4   | 7   | 6   | 2   | 18  | 1   | Ret | 125   |
| 5     | Daniel Ricciardo   | Ret | 8   | 8   | 4   | 14  | 11  | 4   | 6   | 4   | 5   | 3   | 9   | 3   | 10  | 7   | 5   | 7   | 119   |
| 6     | Carlos Sainz Jr.   | 5   | 9   | 9   | 13  | 13  | 6   | NVC | 2   | Ret | Ret | 5   | 6   | 7   | 5   | 5   | 4   | 6   | 105   |
| 7     | Alexander Albon    | 13  | 4   | 5   | 8   | 5   | 8   | 6   | 15  | 3   | 10  | Ret | 12  | 15  | 7   | 3   | 6   | 4   | 105   |
| 8     | Charles Leclerc    | 2   | Ret | 11  | 3   | 4   | Ret | 14  | Ret | 8   | 6   | 7   | 4   | 5   | 4   | 10  | Ret | 13  | 98    |
| 9     | Lando Norris       | 3   | 5   | 13  | 5   | 9   | 10  | 7   | 4   | 6   | 15  | Ret | 13  | 8   | 8   | 4   | 10  | 5   | 97    |
| 10    | Pierre Gasly       | 7   | 15  | Ret | 7   | 11  | 9   | 8   | 1   | Ret | 9   | 6   | 5   | Ret | 13  | 6   | 11  | 8   | 75    |
| 11    | Lance Stroll       | Ret | 7   | 4   | 9   | 6   | 4   | 9   | 3   | Ret | Ret |     | Ret | 13  | 9   | Ret | 3   | 10  | 75    |
| 12    | Esteban Ocon       | 8   | Ret | 14  | 6   | 8   | 13  | 5   | 8   | Ret | 7   | Ret | 8   | Ret | 11  | 9   | 2   | 9   | 62    |
| 13    | Sebastian Vettel   | 10  | Ret | 6   | 10  | 12  | 7   | 13  | Ret | 10  | 13  | 11  | 10  | 12  | 3   | 13  | 12  | 14  | 33    |
| 14    | Daniil Kvyat       | 12  | 10  | 12  | Ret | 10  | 12  | 11  | 9   | 7   | 8   | 15  | 19  | 4   | 12  | 11  | 7   | 11  | 32    |
| 15    | Nico Hülkenberg    |     |     |     | NVC | 7   |     |     |     |     |     | 8   |     |     |     |     |     |     | 10    |
| 16    | Kimi Räikkönen     | Ret | 11  | 16  | 17  | 15  | 14  | 12  | 13  | 9   | 14  | 12  | 11  | 9   | 15  | 15  | 14  | 12  | 4     |
| 17    | Antonio Giovinazzi | 9   | 14  | 17  | 14  | 17  | 16  | Ret | 16  | Ret | 11  | 10  | 15  | 10  | Ret | 16  | 13  | 16  | 4     |
| 18    | George Russell     | Ret | 16  | 18  | 12  | 18  | 17  | Ret | 14  | 11  | 18  | Ret | 14  | Ret | 16  | 12  | 9   | 15  | 3     |
| 19    | Romain Grosjean    | Ret | 13  | 15  | 16  | 16  | 19  | 15  | 12  | 12  | 17  | 9   | 17  | 14  | Ret | Ret |     |     | 2     |
| 20    | Kevin Magnussen    | Ret | 12  | 10  | Ret | Ret | 15  | 17  | Ret | Ret | 12  | 13  | 16  | Ret | 17  | 17  | 15  | 18  | 1     |
| 21    | Nicholas Latifi    | 11  | 17  | 19  | 15  | 19  | 18  | 16  | 11  | Ret | 16  | 14  | 18  | 11  | Ret | 14  | Ret | 17  | 0     |
| 22    | Jack Aitken        |     |     |     |     |     |     |     |     |     |     |     |     |     |     |     | 16  |     | 0     |
| 23    | Pietro Fittipaldi  |     |     |     |     |     |     |     |     |     |     |     |     |     |     |     | 17  | 19  | 0     |
| Pos.  | Pilot              | AUT | EST | HON | GBR | 70A | ESP | BEL | ITA | TOS | RUS | EIF | POR | EMI | TUR | BHR | SAK | ABU | Punts |
| Font: |                    |     |     |     |     |     |     |     |     |     |     |     |     |     |     |     |     |     |       |

| Color   | Resultat                       |
| ------- | ------------------------------ |
| Or      | Guanyador                      |
| Argent  | 2n lloc                        |
| Bronze  | 3r lloc                        |
| Verd    | Va acabar sumant punts         |
| Blau    | Va acabar sense sumar punts    |
| Blau    | No classificat (NC)            |
| Porpra  | Es retirà (Ret o DNF)          |
| Vermell | No qualificat (NQ o DNQ)       |
| Vermell | No pre-qualificat (NPQ o DNPQ) |
| Negre   | Desqualificat (DSQ)            |
| Blanc   | No va començar (NVC o DNS)     |
| Blanc   | Abandonà (AB o WD)             |
| Blanc   | Retirat per lesió (LES)        |
| Blanc   | Cursa cancel·lada (C)          |
| Gris    | No va entrenar (NE o DNP)      |
| Gris    | No va arribar (NA o DNA)       |
| Gris    | Exclòs (EX)                    |

### Campionat de Constructors
| \| 1 \| Mercedes \| 44 \| 4 \| 1 \| 1 \| 1 \| 2 \| 1 \| 1 \| 7 \| \| \| \| \| \| \| \| \| \| 281 \| \| 1 \| Mercedes \| 77 \| 1 \| 2 \| 3 \| 11 \| 3 \| 3 \| 2 \| 5 \| \| \| \| \| \| \| \| \| \| 281 \| \| 2 \| Red Bull-Honda \| 33 \| Ret \| 3 \| 2 \| 2 \| 1 \| 2 \| 3 \| Ret \| \| \| \| \| \| \| \| \| \| 158 \| \| 2 \| Red Bull-Honda \| 23 \| 13† \| 4 \| 5 \| 8 \| 5 \| 8 \| 6 \| 15 \| \| \| \| \| \| \| \| \| \| 158 \| \| 3 \| McLaren-Renault \| 4 \| 3 \| 5 \| 13 \| 5 \| 9 \| 10 \| 7 \| 4 \| \| \| \| \| \| \| \| \| \| 98 \| \| 3 \| McLaren-Renault \| 55 \| 5 \| 9 \| 9 \| 13 \| 13 \| 6 \| NVC \| 2 \| \| \| \| \| \| \| \| \| \| 98 \| \| 4 \| Racing Point-Mercedes \| 11 \| 6 \| 6 \| 7 \| NVP \| 7 \| 5 \| 10 \| 10 \| \| \| \| \| \| \| \| \| \| 82[a] \| \| 4 \| Racing Point-Mercedes \| 18 \| Ret \| 7 \| 4 \| 9 \| 6 \| 4 \| 9 \| 3 \| \| \| \| \| \| \| \| \| \| 82[a] \| \| 5 \| Renault \| 3 \| Ret \| 8 \| 8 \| 4 \| 14 \| 11 \| 4 \| 6 \| \| \| \| \| \| \| \| \| \| 71 \| \| 5 \| Renault \| 31 \| 8 \| Ret \| 14 \| 6 \| 8 \| 13 \| 5 \| 8 \| \| \| \| \| \| \| \| \| \| 71 \| \| 6 \| Ferrari \| 5 \| 10 \| Ret \| 6 \| 10 \| 12 \| 7 \| 13 \| Ret \| \| \| \| \| \| \| \| \| \| 61 \| \| 6 \| Ferrari \| 16 \| 2 \| Ret \| 11 \| 3 \| 4 \| Ret \| 14 \| Ret \| \| \| \| \| \| \| \| \| \| 61 \| \| 7 \| AlphaTauri-Honda \| 10 \| 7 \| 15 \| Ret \| 7 \| 11 \| 9 \| 8 \| 1 \| \| \| \| \| \| \| \| \| \| 47 \| \| 7 \| AlphaTauri-Honda \| 26 \| 12† \| 10 \| 12 \| Ret \| 10 \| 11 \| 12 \| 9 \| \| \| \| \| \| \| \| \| \| 47 \| \| 8 \| Alfa Romeo-Ferrari \| 7 \| Ret \| 11 \| 15 \| 17 \| 15 \| 14 \| 12 \| 13 \| \| \| \| \| \| \| \| \| \| 2 \| \| 8 \| Alfa Romeo-Ferrari \| 99 \| 9 \| 14 \| 17 \| 14 \| 17 \| 16 \| Ret \| 16 \| \| \| \| \| \| \| \| \| \| 2 \| \| 9 \| Haas-Ferrari \| 8 \| Ret \| 13 \| 16 \| 16 \| 16 \| 19 \| 15 \| 12 \| \| \| \| \| \| \| \| \| \| 1 \| \| 9 \| Haas-Ferrari \| 20 \| Ret \| 12 \| 10 \| Ret \| Ret \| 15 \| 17 \| Ret \| \| \| \| \| \| \| \| \| \| 1 \| \| 10 \| Williams-Mercedes \| 6 \| 11 \| 17 \| 19 \| 15 \| 19 \| 18 \| 16 \| 11 \| \| \| \| \| \| \| \| \| \| 0 \| \| 10 \| Williams-Mercedes \| 63 \| Ret \| 16 \| 18 \| 12 \| 18 \| 17 \| Ret \| 14 \| \| \| \| \| \| \| \| \| \| 0 \| \| Pos. \| Constructor \| Núm \| AUT \| EST \| HON \| GBR \| 70A \| ESP \| BEL \| ITA \| TOS \| RUS \| EIF \| POR \| EMI \| TUR \| BHR \| SAK \| ABU \| Punts \| \| Font: \| \| \| \| \| \| \| \| \| \| \| \| \| \| \| \| \| \| \| \| \| |                       |     |     |     |     |     |     |     |     |     |     |     |     |     |     |     |     |     |     |       |
| Pos. | Constructor           | Núm | AUT | EST | HUN | GBR | 70A | ESP | BEL | ITA | TOS | RUS | EIF | POR | EMI | TUR | BHR | SAK | ABU | Punts |
| 1 | Mercedes              | 44  | 4   | 1   | 1   | 1   | 2   | 1   | 1   | 7   |     |     |     |     |     |     |     |     |     | 281   |
| 1 | Mercedes              | 77  | 1   | 2   | 3   | 11  | 3   | 3   | 2   | 5   |     |     |     |     |     |     |     |     |     | 281   |
| 2 | Red Bull-Honda        | 33  | Ret | 3   | 2   | 2   | 1   | 2   | 3   | Ret |     |     |     |     |     |     |     |     |     | 158   |
| 2 | Red Bull-Honda        | 23  | 13† | 4   | 5   | 8   | 5   | 8   | 6   | 15  |     |     |     |     |     |     |     |     |     | 158   |
| 3 | McLaren-Renault       | 4   | 3   | 5   | 13  | 5   | 9   | 10  | 7   | 4   |     |     |     |     |     |     |     |     |     | 98    |
| 3 | McLaren-Renault       | 55  | 5   | 9   | 9   | 13  | 13  | 6   | NVC | 2   |     |     |     |     |     |     |     |     |     | 98    |
| 4 | Racing Point-Mercedes | 11  | 6   | 6   | 7   | NVP | 7   | 5   | 10  | 10  |     |     |     |     |     |     |     |     |     | 82    |
| 4 | Racing Point-Mercedes | 18  | Ret | 7   | 4   | 9   | 6   | 4   | 9   | 3   |     |     |     |     |     |     |     |     |     | 82    |
| 5 | Renault               | 3   | Ret | 8   | 8   | 4   | 14  | 11  | 4   | 6   |     |     |     |     |     |     |     |     |     | 71    |
| 5 | Renault               | 31  | 8   | Ret | 14  | 6   | 8   | 13  | 5   | 8   |     |     |     |     |     |     |     |     |     | 71    |
| 6 | Ferrari               | 5   | 10  | Ret | 6   | 10  | 12  | 7   | 13  | Ret |     |     |     |     |     |     |     |     |     | 61    |
| 6 | Ferrari               | 16  | 2   | Ret | 11  | 3   | 4   | Ret | 14  | Ret |     |     |     |     |     |     |     |     |     | 61    |
| 7 | AlphaTauri-Honda      | 10  | 7   | 15  | Ret | 7   | 11  | 9   | 8   | 1   |     |     |     |     |     |     |     |     |     | 47    |
| 7 | AlphaTauri-Honda      | 26  | 12† | 10  | 12  | Ret | 10  | 11  | 12  | 9   |     |     |     |     |     |     |     |     |     | 47    |
| 8 | Alfa Romeo-Ferrari    | 7   | Ret | 11  | 15  | 17  | 15  | 14  | 12  | 13  |     |     |     |     |     |     |     |     |     | 2     |
| 8 | Alfa Romeo-Ferrari    | 99  | 9   | 14  | 17  | 14  | 17  | 16  | Ret | 16  |     |     |     |     |     |     |     |     |     | 2     |
| 9 | Haas-Ferrari          | 8   | Ret | 13  | 16  | 16  | 16  | 19  | 15  | 12  |     |     |     |     |     |     |     |     |     | 1     |
| 9 | Haas-Ferrari          | 20  | Ret | 12  | 10  | Ret | Ret | 15  | 17  | Ret |     |     |     |     |     |     |     |     |     | 1     |
| 10 | Williams-Mercedes     | 6   | 11  | 17  | 19  | 15  | 19  | 18  | 16  | 11  |     |     |     |     |     |     |     |     |     | 0     |
| 10 | Williams-Mercedes     | 63  | Ret | 16  | 18  | 12  | 18  | 17  | Ret | 14  |     |     |     |     |     |     |     |     |     | 0     |
| Pos. | Constructor           | Núm | AUT | EST | HON | GBR | 70A | ESP | BEL | ITA | TOS | RUS | EIF | POR | EMI | TUR | BHR | SAK | ABU | Punts |
| Font: |                       |     |     |     |     |     |     |     |     |     |     |     |     |     |     |     |     |     |     |       |

### Estadistiques del campionat de constructors
| Pos. | Escuderia    | Xassís          | Motor    | Grans Premis | Victòries | Podis | Poles | Voltes ràpides | Punts |
| ---- | ------------ | --------------- | -------- | ------------ | --------- | ----- | ----- | -------------- | ----- |
| 1    | Mercedes     | F1 W11 EQ Perf+ | Mercedes | 7            | 6         | 11    | 7     | 3              | 264   |
| 2    | Red Bull     | RB16            | Honda    | 7            | 1         | 5     | 0     | 1              | 158   |
| 3    | McLaren      | MCL35           | Renault  | 7            | 0         | 1     | 0     | 2              | 68    |
| 4    | Racing Point | RP20            | Mercedes | 7            | 0         | 0     | 0     | 0              | 66    |
| 5    | Ferrari      | SF1000          | Ferrari  | 7            | 0         | 2     | 0     | 0              | 61    |
| 6    | Renault      | R.S.20          | Renault  | 7            | 0         | 0     | 0     | 1              | 59    |
| 7    | Alpha Tauri  | AT01            | Honda    | 7            | 0         | 0     | 0     | 0              | 20    |
| 8    | Alfa Romeo   | C39             | Ferrari  | 7            | 0         | 0     | 0     | 0              | 2     |
| 9    | Haas         | VF-20           | Ferrari  | 7            | 0         | 0     | 0     | 0              | 1     |
| 10   | Williams     | FW43            | Mercedes | 7            | 0         | 0     | 0     | 0              | 0     |